# 1950 في ألمانيا
فيما يلي قوائم الأحداث التي وقعت خلال عام 1950 في ألمانيا.

## سياسة

### تعيين في المنصب
- 1 يناير – فالتر شيل عضو مجلس الشورى الموحد شمال الراين وستفاليا.
- 1 يناير – هايدغارد هام بروشر عضو مجلس الشورى الموحد بافاريا.

### انتهاء فترة المنصب
- 1 يناير – كارل أرنولد رئيس البوندسرات.
- 17 يونيو – كونراد أديناور عضو مجلس الشورى الموحد شمال الراين وستفاليا.
- 11 أكتوبر – غوستاف هاينيمان وزير الداخلية الاتحادي.

## ظهور
- 1 يناير – بوردا ستايل

## مواليد

### يناير
- 1 يناير – بيكه بيرمان
- 6 يناير – صافي بوتلة موسيقي جزائري.
- 10 يناير – وينفريد شايفر لاعب ومدرب كرة قدم ألماني.

### مارس
- 25 مارس – سيغريد ويجل بروفيسورة ألمانية.

### أبريل
- 6 أبريل – تينا انجل ممثلة ألمانية.

### مايو
- 7 مايو – بيرند تاوبر ممثل ألماني.
- 12 مايو – ديتر بورست فنان ألماني.
- 15 مايو – رينات شتيخر
- 16 مايو – يوهانس بيدنورتز فيزيائي ألماني.
- 29 مايو – ماتياس أوغستين

### يونيو
- 4 يونيو – روبرت هولتنر مؤلف ألماني.
- 13 يونيو – غيرد تسيفه لاعب كرة قدم ألماني.

### يوليو
- 15 يوليو – أوفا أونتيروالدير دراج ألماني.

### أغسطس
- 5 أغسطس – روسي ميترماير متزحلقة جبال الألب ألمانية.
- 18 أغسطس – فرانز مولر
- 19 أغسطس – راينهارت فابيش
- 21 أغسطس – نوربرت زيلر سياسي ألماني.

### سبتمبر
- 3 سبتمبر – بيتر ليمان
- 29 سبتمبر – هانز مارتن شتير

### أكتوبر
- 13 أكتوبر – رولف روسمان لاعب كرة قدم ألماني.

### نوفمبر
- 4 نوفمبر – فولفغانغ هايشل مغني ألماني.
- 6 نوفمبر – لوثار كوربجويت لاعب ومدرب كرة قدم ألماني.
- 12 نوفمبر – شارلوته كيرنر
- 17 نوفمبر – رولاند ماتيس
- 26 نوفمبر – دبيتر بوردينسكي لاعب كرة قدم ألماني.
- 29 نوفمبر – ديتمار دانر لاعب كرة قدم ألماني.
- 30 نوفمبر – فولفجانج نيرسباخ صحفي ألماني.

## وفيات

### يناير
- 5 يناير – جون رابي (مواليد 1882) رائد أعمال ألماني.

### مارس
- 12 مارس – هاينريش مان (مواليد 1871) شاعر ألماني.

### أبريل
- 3 أبريل – كورت ويل (مواليد 1900) ملحن ألماني.
- 4 أبريل – كارل زاندر (مواليد 1881) ممثل ألماني.
- 15 أبريل – هوغو باوم (مواليد 1867) عالم نبات ألماني.

### يوليو
- 5 يوليو – يوهان ماير (مواليد 1889) سياسي ألماني.
- 15 يوليو – رودلف أرنولد (مواليد 1896) سياسي ألماني.

### أكتوبر
- 5 أكتوبر – فريدريك لوي (مواليد 1885)